# Васілікі Тану-Хрістофілу
Васілікі́ Та́ну-Хрістофі́лу (грец. Βασιλική Θάνου-Χριστοφίλου, нар. 3 листопада 1950, Халкіда) — грецька правниця, голова Касаційного суду Греції (з 1 липня до 27 серпня 2015 року). 27 серпня 2015 року після відставки прем'єр-міністра Греції Алексіса Ципраса призначена виконувачем обов'язків голови уряду.